# Wakefield (Kansas)
Wakefield is een plaats (city) in de Amerikaanse staat Kansas, en valt bestuurlijk gezien onder Clay County.

## Demografie
Bij de volkstelling in 2000 werd het aantal inwoners vastgesteld op 838.
In 2006 is het aantal inwoners door het United States Census Bureau geschat op 883, een stijging van 45 (5,4%).

## Geografie
Volgens het United States Census Bureau beslaat de plaats een oppervlakte van
1,2 km², geheel bestaande uit land. Wakefield ligt op ongeveer 348 m boven zeeniveau.

## Plaatsen in de nabije omgeving
De onderstaande figuur toont nabijgelegen plaatsen in een straal van 24 km rond Wakefield.